# 奥梅尼亚
奥梅尼亚（義大利語：Omegna），是意大利韦尔巴诺-库西亚-奥索拉省的一个市镇。总面积30平方公里，人口16095人，人口密度536.5人/平方公里（2009年）。ISTAT代码为103050。

## 友好城市
- 義大利洛迪